# Gil Paulino Guzmán

 Gil Paulino Guzmán (1942-19 de noviembre de 2009), fue un político, sindicalista, obrero, maestro constructor, ebanista ( * La Romana, provincia hómonima, República Dominicana. Fue fundador de los movimientos revolucionarios de su época, y promotor del sindicalismo dominicano.
Hijo de : Sr. Lino Altagracia Paulino (fallecido en enero de 1999) y Sra. María Delfina Guzmán De La Cruz
Esposo de : Sra. María Trinidad King Johnson Vda. Paulino
Padre de : Maritza Paulino Santana, Luz Seneida Paulino Cedeño, Dra. Noemí Paulino King, Margarita Paulino King, Elizabeth Paulino King, Ing. Gil Paulino King, Gil Felipe Paulino King, Dra. Berenice Paulino King

## Aportes
Construyó el Anexo de Consultas Sra. Xiomara Dajer de Menéndez del Hospital Dr. Arístides Fiallo Cabral, Creó la primera unidad de Hemodiálisis de la ciudad de La Romana, Extendió la calidad de las atenciones a los pacientes y propuso un nuevo marco de trabajo basado en la defensa de los recursos públicos, solicitando auditorías trimestrales (por primera vez en el país) lo que se convirtió en un estándar nacional para esta institución.
Como colaborador social hizo aportes amplios en el campo de la educación al establecer el primer centro de enseñanza de informática y tecnología pública de la Ciudad de La Romana bajo el auspicio de la Universidad Central del Este.
Dedicó ingentes esfuerzos para consolidar las asociaciones de Padres, Madres y Tutores a nivel Nacional e impuso diplomáticamente por primera vez desde el inicio de la reforma escolar el establecimiento de los bachilleratos técnicos en Hotelería y Turismo e Informática.
Fue durante varios períodos presidente de la junta de Padres, Madres y Maestros de la escuela Lilliam Bayona de Santana antigua Reforma en la ciudad de La Romana.
Estableció el primer centro de atención a níños de madres trabajadores del IDSS en el Hospital Dr. Arístides Fiallo Cabral.

## Vida Sindical
Hizo importantes aportes a la lucha social clasista sindical del país dando su mejor trabajo con la conformación y fortalecimiento del Sindicato Unido del Central Romana Corporations, LTD. del cual fuera Secretario de Prensa y Propagan primero y luego Secretario General del Sindicato Unido de los trabajadores del Central Romana.
Su vida siempre fue de apego a los principios morales y éticos, una vida comprometida con los demás lo que llevó a sus reiterantes disidencias con la empresa para la cual trabajo durante veinte años (Central Romana Corporations) al punto tal que en el año 1984 es llamado a reunirse con el Secretario de Trabajo y una comisión del alto nivel del Central Romana Corporations a fin de acordar las formas a establecer para aplicar las conquistas reclamadas por los empleados, tales como facilidades de adquisición de viviendas, bonificación por producción (1 1/4 o popularmente "chelicuarto"), la asistencia económica en caso de fallecimientos o enfermedades de empleados o familiares de empleados.
Muchas de estas conquistas no fueron del todo superadas en su momento pero de las primeras como la asistencia en caso de fallecimiento, concesión de casas terminadas para los empleados y el incremento de la bonificación del 0.010 al 0.025 de la producción total neta de la empresa fueron de sus mayores conquistas.

## Política
Su vida política la hizo al lado del Partido Revolucionario Dominicano del cual fue siempre miembro desde su llegada al país en 1961 y participó en los movimientos de Acción Cívica Sociales.
Seguidor de las enseñanzas políticas del extinto líder Latinoamericano el Dr. José Francisco Peña Gómez, se destacó firmemente logrando cohesionar las bases partidarias y formando junto a otros dirigentes locales los primeros comités de bases del Partido Revolucionario Dominicano en La Romana.
Fue candidato a Diputado en las Elecciones Generales Nacionales del 1990 por el Partido Revolucionario Dominicano, Precandidato a Sindico por el mismo partido en las Elecciones Generales del 1994 y más tarde Precandidato Regidor de las cuales tuvo que ceder su posición por conveniencias partidarias.
Junto al Dr. José Francisco Peña Gómez forma en la provincia de Samaná el Frente Nacional de Cultos del PRD  que aún se mantiene en vigencia.
Se adhiere políticamente a las líneas partidarias de la Dra. Milagros Ortiz Bosch en el año de 1998, llevándola a ocupar un segundo y cercano lugar en las votaciones de las convenciones internas del año 1999 contra el expresidente Hipólito Mejía quien resulta ser vencedor en tal convención.
Forma parte del Gobierno del Ing. Hipólito Mejía como Administrador del Hospital Arístides Fiallo Cabral (Antiguo IDSS-La Romana) donde se desempeña con la gestión más productiva conocida para este hospital hasta nuestros días, marcando una diferencia de transparencia y honestidad insuperables.
Construyó el Anexo de Consultas Sra. Xiomara Dajer de Menéndez del hospital Dr. Aristides Fiallo Cabral, Creó la primera unidad de Hemodiálisis de la ciudad de La Romana, Extendió la calidad de las atenciones a los pacientes y propuso un nuevo marco de trabajo basado en la defensa de los recursos públicos, solicitando auditorías trimestrales (por primera vez en el país) lo que se convirtió en un estándar nacional para esta institución.

## Vida Social
Como colaborador social hizo aportes amplios en el campo de la educación al establecer el primer centro de enseñanza de informática y tecnología la Ciudad de La Romana bajo el auspicio de la Universidad Central del Este.
Dedicó ingentes esfuerzos para consolidar las asociaciones de Padres, Madres y Tutores a nivel Nacional e impuso diplomáticamente por primera vez desde el inicio de la reforma escolar el establecimiento de los bachilleratos técnicos.
Fue durante varios periodos presidente de la junta de Padres, Madres y Maestros de la escuela Lilliam Bayona de Santana antigua Reforma en la ciudad de La Romana.

## Vida de Fe
Desde muy temprana edad formado en la religión católica, apostólica y romana, realizó trabajos filantrópicos tanto en el seno de su hogar como en la de sus conciudadanos. 
Por confesión y convicción propia se inicia en la iglesia protestante Evangélica en los años de mocedad e inicia una carrera de fe que terminaría el día de su partida.
Formó parte de varios ministerios evangélicos en la Iglesia de Dios La Hermosa en la ciudad de La Romana, y aportó como persona una calidad moral y de honestidad que aún sirve como marco de referencia.

## Final
Fue diagnosticado con un desenfase de válvula mitral por lo cual fue intervenido quirúrgicamente en agosto del año 2007, y el 19 de noviembre de 2009 en el Hospital Dr. Salvador B. Gautier de Santo Domingo de Guzmán, República Dominicana, es intervenido nuevamente para reemplazar la válvula mitral por vegetacióٕn bacteriana (infección) luego de un mes y 22 días de internación, su séptima y última operación dado por la avanzada infección del corazón y las complicaciones pertinentes, parte a los brazos de Jesús a las 4:20 de la tarde del jueves 19.
Su vida constituye un claro ejemplo de dignidad y respeto para quienes le conocieron de manera directa e indirecta, su labor incansable en favor de los más necesitados le proveen un curso de acción contundente y memorable desde todos los puntos de vistas filantrópicos posibles, pero la sencillez de éste extraordinario ser humano era lo que concitaba prontamente la atención de los demás.

Mas vale un hombre sin cabeza con moral, que sin moral con cabeza... Gil Paulino Guzmán 1942-2009

- Datos: Q5641309